# Waso Abaschidse

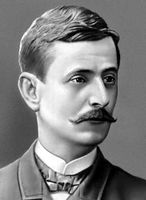
Waso Abaschidse

Waso Abaschidse (georgisch ვასო აბაშიძე), vollständiger Name Wassili Alexejewitsch Abaschidse (georgisch ვასილ ალექსის ძე აბაშიძე; geb. 22. Novemberjul. / 4. Dezember 1854greg. in Duscheti; gest. 9. Oktober 1926 in Tiflis) war ein georgischer Theaterschauspieler. Er gilt als ein Begründer der Realismusbewegung im georgischen Theater.

## Leben
Abaschidse begann 1874 in Laienstücken aufzutreten. 1879 schloss er sich der nationalen Theatertruppe in Tiflis an. Abaschidse war ein hervorragender Charakter- und Komödienschauspieler und berühmt für seine Varieté-Rollen. Er spielte Karapet und Sarkis Bogdanytsch in Georg Eristawis Der Geizige und Der Prozess, Geurk in Surab Antonows Sonnenfinsternis in Georgien, Awetik in Zagarelis Jetzt sind andere Zeiten, Simsimow in Sundukjans Pepo, Famussow in Gribojedows Wehe dem Verstand, Chlestakow und Gorodnitschi in Gogols Der Revisor, Mursawezki in Ostrowskis Wölfe und Schafe und Scapin in Molières Scapins Streiche. Abaschidse schrieb selbst einige Stücke. Er war auch Intendant sowie Gründer und Herausgeber von Georgiens erster Theaterzeitschrift Teatri (1885).
Das Staatliche Drama- und Musiktheater in Tiflis wurde nach ihm benannt. Sein Grab befindet sich im Pantheon in Tiflis.

## Auszeichnungen
- Volkskünstler der Georgischen SSR, 1922